# Ernest Courtois
Ernest Stanislas Marie-Léon Courtois (Halle, 13 januari 1856 - Congo, 26 juni 1884) was een koloniale pionier in Congo.

## Biografie
Ernest Courtois werd in Halle geboren als zoon van Pierre Louis Gabriel Courtois (geboren te Brussel) en Catherine Mathilde Jeanne Lemmens. De vader van Courtois was stationschef in het eerste station van Halle. Hij woonde dan ook een tijd in het stationsgebouw.[1]

### Congo
Hij vertrok op 26-jarige leeftijd naar Congo als eerste Hallenaar. Hij was op dat ogenblik ook pas afgestudeerd als apotheker. Hij was er in de regio in dienst van de Association Internationale du Congo (AIC).
Bij zijn aankomst in Congo werd Courtois meteen ingeschakeld in Vivi (rechteroever van de Congostroom, tegenover Matadi) waar hij als dokter werkzaam was. Op dat ogenblik waren maar 74 Belgen in West-Congo en 21 in Oost-Congo actief.
Begin 1884 werd Courtois benoemd in Oost-Leopoldstad (Kintamo) tot adjunct-chef van postoverste Louis Valcke. Hier ontmoette hij op 12 januari Stanley, die net teruggekeerd was van zijn expeditie naar de Stanley Falls die nieuwe posten moest oprichten voor Leopold II. Courtois werd aangeduid om er postoverste te worden na zijn expeditie naar de Stanley Falls. Zijn belangrijkste opdracht was om er verdragen te sluiten met inheemse leiders en handelsposten te vestigen. De taken van de expedities waren niet gemakkelijk. Vermoeidheid, ziekten (malaria, e.d.) en slechte voeding maakten deze onderneming extra zwaar.
Courtois werd ziek na enkele weken te hebben gevaren. Hij overleed nabij Basoko op 26 juni aan de gevolgen van een hematurie (bloed in de urine ten gevolge van een blaas- of nieraandoening). Volgens de overlevering stierf hij in de armen van zijn vriend Amelot. De expeditie zou uiteindelijk Stanley Falls bereiken op 3 juli 1884. Wester nam de taak van postoverste op zich tot 1886. Courtois werd begraven in Congo.

## Gedachtenis
Courtois' naam staat vermeld op de gedenkplaat in het Afrikamuseum te Tervuren van de “Belgische Baanbrekers bij de Bezetting van Congo 1879-1885”.